# Persone di nome Sylvia
| Questa pagina contiene informazioni ricavate automaticamente dalle voci biografiche con l'ausilio del template Bio e di un bot. L'aggiornamento è periodico e automatico e ricostruisce completamente la pagina. Se manca una persona in questa lista, sei pregato di non aggiungerla, ma accertati piuttosto che la sua voce biografica contenga il template Bio e che i dati anagrafici siano correttamente compilati. Se il template Bio manca, inseriscilo tu stesso o, in alternativa, metti l'avviso {{tmp\|Bio}} che ne segnala la mancanza. Se i dati riportati sono sbagliati, correggi direttamente la voce biografica; le modifiche saranno visibili in questa lista entro pochi giorni. Per chiarimenti vedi il progetto antroponimi. La lista contiene solo le 61 persone che sono citate nell'enciclopedia e per le quali è stato implementato correttamente il template Bio. Pagina aggiornata al 6 giu 2025. |

Questa è una lista di persone presenti nell'enciclopedia che hanno il nome Sylvia, suddivise per attività principale.

## Allenatrici di pallacanestro(1)
- Sylvia Hatchell, allenatrice di pallacanestro statunitense (Gastonia, n. 1952)

## Architetti del paesaggio(1)
- Sylvia Crowe, architetto del paesaggio britannica (Banbury, n. 1901 - † 1997)

## Attiviste(1)
- Sylvia Rivera, attivista statunitense (New York, n. 1951 - New York, † 2002)

## Attrici(13)
- Sylvia Ashton, attrice statunitense (Denver, n. 1880 - Los Angeles, † 1940)
- Sylvia Bataille, attrice francese (Parigi, n. 1908 - Parigi, † 1993)
- Sylvia Breamer, attrice australiana (Sydney, n. 1897 - New York, † 1964)
- Sylvia Chang, attrice, regista e produttrice cinematografica taiwanese (Chiayi, n. 1953)
- Orietta Escámez, attrice cilena (Cañete, n. 1938 - † 2021)
- Sylvia Field, attrice statunitense (Boston, n. 1901 - Fallbrook, † 1998)
- Sylvia Hoeks, attrice e modella olandese (Maarheeze, n. 1983)
- Sylvia Kristel, attrice olandese (Utrecht, n. 1952 - Amsterdam, † 2012)
- Sylvia Lopez, attrice e modella francese (Vienna, n. 1933 - Roma, † 1959)
- Sylvia Miles, attrice statunitense (New York, n. 1924 - New York, † 2019)
- Sylvia Sidney, attrice statunitense (New York City, n. 1910 - New York City, † 1999)
- Sylvia Syms, attrice britannica (Londra, n. 1934 - Londra, † 2023)
- Sylvia Kuumba Williams, attrice e cantante statunitense (New York, n. 1941 - New Orleans, † 2001)

## Bobbiste(1)
- Sylvia Hoffman, bobbista e ex sollevatrice statunitense (n. 1989)

## Cantanti(4)
- Jena Lee, cantante francese (Cile, n. 1987)
- Sylvia Robinson, cantante, produttrice discografica e imprenditrice statunitense (Harlem, n. 1935 - Secaucus, † 2011)
- Sylvia Telles, cantante brasiliana (Rio de Janeiro, n. 1934 - Maricá, † 1966)
- Sylvia Vrethammar, cantante svedese (Uddevalla, n. 1945)

## Cestiste(3)
- Sylvia Crawley, ex cestista e allenatrice di pallacanestro statunitense (Steubenville, n. 1972)
- Sylvia Fowles, ex cestista statunitense (Miami, n. 1985)
- Sylvia Sweeney, ex cestista canadese (Montréal, n. 1956)

## Editrici(1)
- Sylvia Beach, editrice statunitense (Baltimora, n. 1887 - Parigi, † 1962)

## First lady(1)
- Sylvia Bongo Ondimba, first lady e dirigente d'azienda gabonese (Parigi, n. 1963)

## Giornaliste(2)
- Sylvia de Arruda Botelho Bittencourt, giornalista brasiliana (Rio de Janeiro, † 1995)
- Sylvia Nasar, giornalista tedesca (Rosenheim, n. 1947)

## Magistrate(1)
- Sylvia Steiner, giudice brasiliana (San Paolo, n. 1953)

## Mezzofondiste(1)
- Sylvia Kibet, mezzofondista e maratoneta keniota (Kapchorwa, n. 1984)

## Modelle(1)
- Sylvia Hitchcock, modella statunitense (Haverhill, n. 1946 - Lake Wales, † 2015)

## Nobili(1)
- Sylvia Leonora Brett, nobile inglese (Londra, n. 1885 - Londra, † 1971)

## Nuotatrici(4)
- Sylvia Eichner, ex nuotatrice tedesca orientale (Dresda, n. 1957)
- Sylvia Gerasch, ex nuotatrice tedesca (Cottbus, n. 1969)
- Sylvia Lewis, nuotatrice britannica (n. 1941)
- Sylvia Ruuska, nuotatrice statunitense (Berkeley, n. 1942 - † 2019)

## Oceanografe(1)
- Sylvia Earle, oceanografa statunitense (Gibbstown, n. 1935)

## Pallavoliste(1)
- Sylvia Nwakalor, pallavolista italiana (Lecco, n. 1999)

## Pattinatrici di velocità su ghiaccio(1)
- Sylvia Albrecht, ex pattinatrice di velocità su ghiaccio tedesca (Berlino, n. 1962)

## Pianiste(1)
- Sylvia Čápová-Vizváry, pianista ungherese (Szombathely, n. 1947)

## Pittrici(1)
- Sylvia Sleigh, pittrice e attivista britannica (Llandudno, n. 1916 - New York, † 2010)

## Poetesse(1)
- Sylvia Plath, poetessa statunitense (Boston, n. 1932 - Londra, † 1963)

## Politiche(3)
- Sylvia Garcia, politica statunitense (San Diego, n. 1950)
- Sylvia Löhrmann, politica tedesca (Essen, n. 1957)
- Sylvia Mathews Burwell, politica e dirigente d'azienda statunitense (Hinton, n. 1965)

## Sceneggiatrici(1)
- Sylvia Thalberg, sceneggiatrice statunitense (Brooklyn, n. 1907 - New York, † 1988)

## Sciatrici alpine(2)
- Sylvia Eder, ex sciatrice alpina austriaca (Leogang, n. 1965)
- Sylvia Zimmermann, ex sciatrice alpina svizzera (n. 1940)

## Scrittrici(1)
- Sylvia Townsend Warner, scrittrice e poetessa inglese (Harrow on the Hill, n. 1893 - † 1978)

## Scultrici(1)
- Sylvia Shaw Judson, scultrice statunitense (Chicago, n. 1897 - Lake Forest, † 1978)

## Sensitive(1)
- Sylvia Browne, sensitiva, saggista e insegnante statunitense (Kansas City, n. 1936 - San Jose, † 2013)

## Soprani(5)
- Sylvia Fisher, soprano australiano (South Melbourne, n. 1910 - Toorak, † 1996)
- Sylvia Geszty, soprano ungherese (Budapest, n. 1934 - Stoccarda, † 2018)
- Sylvia McNair, soprano statunitense (Mansfield, n. 1956)
- Sylvia Sass, soprano ungherese (Budapest, n. 1951)
- Sylvia Stahlman, soprano statunitense (Nashville, n. 1929 - St. Petersburg, † 1998)

## Tenniste(3)
- Sylvia Hanika, tennista tedesca (Monaco di Baviera, n. 1959)
- Sylvia Lance Harper, tennista australiana (n. 1895 - † 1982)
- Sylvia Plischke, ex tennista austriaca (Plzeň, n. 1977)

## Velociste(1)
- Sylvia Cheeseman, ex velocista britannica (Londra, n. 1929)

## Senza attività specificata(1)
- Sylvia Llewelyn Davies, britannica (Inghilterra, n. 1866 - Devon, † 1910)